# ブラッド&チョコレート
ブラッド&チョコレート(Blood and Chocolate)は、1986年に発表されたエルヴィス・コステロ&ジ・アトラクションズのアルバム。

## 解説
エルヴィス・コステロにとって11枚目のアルバム。プロデューサーはニック・ロウとコリン・フェアリー。ロンドンのオリンピック・スタジオで録音された。またプロデューサーのニック・ロウは数曲でギターも弾いている。
前作同様、数曲を除き、作曲クレジットはコステロの本名である「デクラン・マクマナス」名義となっている。
このアルバムからは「トーキョー・ストーム・ウォーニング - Tokyo Storm Warning」と「アイ・ウォント・ユー - I Want You」がシングルカットされた。
ほとんどの曲がオーバーダブをできるだけ抑えたスタジオでのライブレコーディングであり、生々しいサウンドが特徴である。また、「トーキョー・ストーム・ウォーニング - Tokyo Storm Warning」や、イントロのメロディを日本のフォークソングにインスパイアされたという「アイ・ウォント・ユー - I Want You」など、日本に関係した曲が若干見られる。
前作「キング・オブ・アメリカ」のセッションで険悪になったコステロとアトラクションズの関係だが、ブルータル・ユースで再共演するまでの間、このアルバムでの共演が最後となった。

## 収録曲
1. アンコンプリケイテッド - Uncomplicated
2. アイ・ホープ・ユーア・ハッピー・ナウ  - I Hope You're Happy Now
3. トーキョー・ストーム・ウォーニング - Tokyo Storm Warning
4. ホーム・イズ・エニホエア・ユー・ハング・ユア・ヘッド - Home Is Anywhere You Hang Your Head
5. アイ・ウォント・ユー - I Want You
6. ハニー、アー・ユー・ストレート・オア・アー・ユー・ブラインド  - Honey, Are You Straight or Are You Blind?
7. ブルー・チェア - Blue Chair
8. バッタード・オールド・バード - Battered Old Bird
9. クライムズ・オブ・パリス - Crimes of Paris
10. プア・ナポレオン - Poor Napoleon
11. ネクスト・タイム・ラウンド - Next Time Round

### CD reissue ボーナス・トラック (1995 Rykodisc)
1. セヴン・デイ・ウィークエンド - Seven Day Weekend
2. フォーギヴ・ハー・エニシング - Forgive Her Anything
3. ブルー・チェア - Blue Chair (Single version)
4. ベイビーズ・ガット・ア・ブランド・ニュー・ヘアドゥ - Baby's Got a Brand New Hairdo
5. アメリカン・ウィズアウト・ティアーズ　NO.2(トワイライト・ヴァージョン) - American without Tears No. 2 (Twilight version)
6. ア・タウン・コールド・ビッグ・ナッシング - A Town Called Big Nothing

### CD reissue ボーナス・トラック (2002 RHINO)
1. リーヴ・マイ・キトゥン・アローン - Leave My Kitten Alone
2. ニュー・リズム・メソッド  - New Rhythm Method
3. フォーギヴ・ハー・エニシング(ニュー・ヴァージョン) - Forgive Her Anything (New version)
4. クライムズ・オブ・パリス - Crimes of Paris
5. アンコンプリケイテッド - Uncomplicated
6. バッタード・オールド・バード - Battered Old Bird
7. セヴン・デイ・ウィークエンド - Seven Day Weekend
8. ブルー・チェア - Blue Chair (Single version)
9. ベイビーズ・ガット・ア・ブランド・ニュー・ヘアドゥ - Baby's Got a Brand New Hairdo (Live)
10. アメリカン・ウィズアウト・ティアーズ　NO.2(トワイライト・ヴァージョン) - American Without Tears No. 2 (Twilight version)
11. オール・ジーズ・シングス - All These Things
12. ポアリング・ウォーター・オン・ア・ドラウニング・マン - Pouring Water on a Drowning Man
13. ランニング・アウト・オブ・フールズ - Running Out of Fools
14. テル・ミー・ライト・ナウ - Tell Me Right Now
15. ロンリー・ブルー・ボーイ - Lonely Blue Boy